# Voeltzkowia
Voeltzkowia es un género de lagartos perteneciente a la familia Scincidae. Son endémicos de Madagascar.

## Especies
Según The Reptile Database:
- Voeltzkowia fierinensis (Grandidier, 1869)
- Voeltzkowia lineata (Mocquard, 1901)
- Voeltzkowia mira Boettger, 1893
- Voeltzkowia petiti (Angel, 1924)
- Voeltzkowia rubrocaudata (Grandidier, 1869)